# Лала, Кенни
Кенни Лала (фр. Kenny Lala; родился 3 октября 1991 года в Вильпенте, Франция) — французский футболист, защитник клуба «Брест».

## Биография
Лала — воспитанник клубов «Парисьен» и «Париж». 6 августа 2010 года в матче против «Люзнака» он дебютировал в Лиге Насьональ. Летом 2011 года Лала перешёл в «Валансьен». 6 ноября 2011 года в матче против «Ренна» он дебютировал в Лиге 1. 11 мая 2013 года в поединке против «Ренна» Кенни забил свой первый гол за «Валансьен». В 2014 году клуб вылетел из элиты, но он остался в команде.
Летом 2015 года Лала перешёл в «Ланс». 1 августа в матче против «Меца» он дебютировал в Лиге 2. 6 ноября в поединке против «Осера» Кенни забил свой первый гол за «Ланс».
Летом 2017 года Лала на правах свободного агента подписал соглашение на два года с клубом «Страсбур». 5 августа в матче против «Лиона» он дебютировал за новую команду. 28 октября в поединке против «Анже» Кенни забил свой первый гол за «Страсбур». В 2019 году он помог команде выиграть Кубок французской лиги.
1 февраля 2021 года перешёл в греческий «Олимпиакос».

## Достижения
«Страсбур»
- Обладатель Кубка французской лиги: 2018/19

«Олимпиакос»
- Чемпион Греции — 2020/21